# Daijiro Matsui
Daijiro Matsui (松井大二郎 Matsui Daijiro?) (Kibi, Okayama; 5 de diciembre de 1972) es un luchador profesional y artista marcial mixto japonés, famoso por su trabajo en PRIDE Fighting Championships y otras compañías, entre las que destacan DEEP y Cage Rage.
Matsui, junto con su eterno compañero de equipo Kazushi Sakuraba, es uno de los miembros más conocidos del Takada Dojo, agrupación que abandonó en 2006 para perseguir su carrera individual. Destacándose por su ingenio y tenacidad en el cuadrilátero, Daijiro se ha enfrentado a varios de los mejores luchadores de MMA contemporáneos a lo largo de su recorrido.

## Carrera
Tras especializarse en educación física en la universidad internacional de Budō, Matsui fue contratado por Union of Wrestling Forces International, una empresa de shoot-style. Matsui hizo su debut bajo el nombre de Shunsuke Matsui, figurando como uno de los últimos aprendices del dōjō de UWF-i antes del cierre de la empresa ese mismo año.

### Kingdom (1997-1998)
Poco después, Matsui siguió al personal a la nueva promoción Kingdom, donde siguió compitiendo con su nuevo nombre. Llegó a participar en las dos ediciones del One Night Million Yen Tournament, pero fue eliminado en ambas por Yoshihiro Takayama y Kazushi Sakuraba, respectivamente. No mucho después, con el alzamiento de PRIDE de mano del fundador de Kingdom Nobuhiko Takada, Matsui empezó a realizar la transición a las artes marciales mixtas, haciéndose miembro del Takada Dojo. Daijiro usaría su nombre real para esta nueva ventura.

### PRIDE Fighting Championships (1998-2002)
Matsui tuvo sus primeras apariciones en PRIDE empatando con Sanae Kikuta y Akira Shoji, quien en el futuro se convertiría en un pilar de PRIDE como el mismo Matsui. Aunque Daijiro no era un luchador especialmente fuerte o técnico, se hizo muy popular por su disposición a enfrentarse sin temor a oponentes muy superiores y por su sorprendente sagacidad en la lona, caracterizándose por una ofensiva heterodoxa llena de volteretas, cartwheels y dropkicks para confundir a sus rivales, así como toda clase de ataques desde la guardia y hábiles derribos. Su dureza y valentía le valieron el apodo de Honoo no Grappler (炎のグラップラー Honoo no Gurapurā?, "El Grappler de la Llama"), el cual Matsui haría valer en luchas contra Wanderlei Silva, Igor Vovchanchyn y otros grandes de las MMA.
Su primer combate de altura fue contra el experto en grappling Carlos Newton, que ya se había enfrentado al compañero de Matsui, Sakuraba. Aunque Daijiro no logró derrotarle como su colega hiciera, la lucha con Newton evidenció su arrojo y conocimiento técnico a ras de lona, con el luchador japonés obrando toda clase de reversiones contra su antagonista. En varios puntos, Matsui escapó de armbars y llaves de las que ya parecía imposible hacerlo, y realizó ground and pound sobre Newton a la menor oportunidad. La emoción de Daijiro por derrotar a su rival era tal que llegó a apartar de un empujón al árbitro para proseguir la lucha mientras este estaba examinando un corte en la ceja, lo que le valió una amonestación (aunque no una penalización). Así mismo, el japonés protagonizó otro momento llamativo cuando Newton le asestó un derechazo que casi le derribó, sólo para que Matsui respondiera inmediatamente de la misma manera y Carlos quedara en similar actitud. Al final, la decisión de los jueces fue a parar a Newton, pero el normalmente silencioso público del evento coreó el nombre de Matsui durante y después de la lucha, y Newton y él se mostraron mutuamente su respeto.
En el siguiente evento, Matsui daría de nuevo una impresionante exhibición contra el luchador holandés Bob Schrijber, famoso por su tendencia al juego sucio. El shooter japonés ejecutó derribos eficaces y pateó la cabeza de Schrijber en el suelo, así como lanzó múltiples puñetazos y un intento de heel hook. Después de recuperarse, el holandés detuvo los siguientes intentos de Matsui de llevarle al piso y le alcanzó de varias maneras con ganchos y patadas altas, incluyendo golpes ilegales, que le valieron una tarjeta amarilla. Sin embargo, Daijiro volvió a recuperar la ventaja, y por su parte Schrijber continuó rompiendo las reglas, llegando a atacar a Matsui cuando el árbitro estaba examinando su guantilla y recibiendo otra tarjeta. Visiblemente enfurecido por estas tácticas, Daijiro tomó a Schrijber en otro derribo y le arrojó literalmente fuera del cuadrilátero, haciéndole caer sobre la mesa de los jueces. El japonés prosiguió la lucha con renovada energía, dañando a Bob con un pisotón acrobático en el pecho y más puñetazos; después de verle caer al suelo, Schrijber trató de hacer lo mismo, sólo para casi caer en otro intento de heel hook. Sonada la campana de la ronda, y viendo que la victoria ya no estaba a su alcance, Schrijber se adelantó y lanzó una patada martillo a la nuca del desprevenido Matsui, siendo descalificado por fin. Matsui, indignado, confrontó a Bob en el ring después del combate, pero no hubo mayores consecuencias.
En PRIDE 8, Matsui se enfrentó contra el brasileño Wanderlei Silva, quien daba sus primeros pasos en la promoción y se convertiría en uno de los luchadores más temidos de PRIDE. Superado en peso por su oponente, Daijiro comenzó la lucha intentando derribos con rapidez, pero Wanderlei neutralizó sus intentos y utilizó agresivas combinaciones de patadas, rodillazos y pisotones, haciendo sangrar profusamente a Matsui, aunque sin lograr noquearle. El japonés incluso se permitió el lujo de atacar a Silva en su propio terreno antes de pasar a la defensiva ante el muay thai de su oponente, incluyendo ciertos golpes ilegales y una certera patada a la cabeza que por un momento pareció haber finalizado la lucha; no obstante, como era habitual en él, Daijiro continuó aguantando y tomó posición superior sobre Wanderlei, sangrando en cantidades extremas, hasta que la lucha terminó. La decisión fue a parar naturalmente a Silva, quien había dominado el combate, pero Matsui de nuevo probó su resistencia pasando a ser uno de los pocos oponentes de Wanderlei a los que no consiguió finalizar en su recorrido por PRIDE. Al siguiente evento, PRIDE 9, Daijiro fue estipulado a luchar contra otro experto en golpeo, el kickboxer ucraniano Igor Vovchanchyn, pero este sí sería capaz de incapacitar a Matsui, revirtiendo un derribo de Matsui y desorientándole con puñetazos desde su espalda hasta que un corte en su ojo obligó al árbitro a parar la contiende.
Después de una exhibición menos emocionante contra Vitor Belfort en PRIDE 10, Matsui tomaría parte en una de las victorias más impactantes de la historia de las MMA. Después de que su compañero Kazushi Sakuraba fuera derrotado por Wanderlei Silva, Matsui tomó como acción de venganza enfrentarse al que era su homólogo en el equipo de Wanderlei, la leyenda del vale tudo Jose "Pelé" Landi-Jons, por quien la mayoría de las apuestas estaban decantadas debido a su gran poder y experiencia. Efectivamente, la batalla pareció haber terminado al principio de la primera ronda cuando Matsui fui casi noqueado por una rodillazo de Landi-Jons, pero consiguió recuperarse y seguir luchando. Lo que siguió fue un testamento del espíritu de lucha de Daijiro: a pesar de su inferioridad, comenzó a improvisar toda clase de técnicas para atacar al brasileño, tirando patadas voladoras y deshaciéndose de intentos de rear naked choke mediante impactos contra el esquinero, así como de armbars levantando a Pelé y dejándolo caer de cabeza sobre la lona. En una ocasión, llegó a interceptar en el aire un rodillazo volante de Landi-Jons con su propia patada, mientras que en otra, yaciendo en la guardia de Pelé, le apresó de las orejas y estrelló su cabeza una y otra vez contra el piso. Frustrado por su contrincante, Pelé lanzó varios codazos ilegales a la nuca del japonés, ganándose una tarjeta amarilla. Poco después, sin embargo, Matsui derribó a Pelé y ejecutó ground and pound en cada oportunidad, y siguió utilizando superior control posicional y golpes improvisados hasta que el combate terminó para darle la victoria.

## En lucha
- Movimientos finales
  - Cross armbar[2]
  - STF[1]

- Movimientos de firma
  - Dropkick[6]
  - Múltiples stiff roundhouse kicks a las piernas del oponente[6]
  - Sleeper hold
  - Triangle choke[6]

## Récord en artes marciales mixtas
| Resultado | Récord  | Oponente              | Método                                         | Evento                                                 | Fecha                    | Ronda | Tiempo | Localización                            | Notas |
| --------- | ------- | --------------------- | ---------------------------------------------- | ------------------------------------------------------ | ------------------------ | ----- | ------ | --------------------------------------- | ----- |
| Derrota   | 12-26-6 | Kazuhiro Nakamura     | KO (rodillazo y puñetazos)                     | DEEP - King Kaz Fight in Fukuyama                      | 30 de julio de 2013      | 1     | 1:30   | Fukuyama, Japón                         |       |
| Derrota   | 12-25-6 | Eiji Ishikawa         | Decisión (unánime)                             | Grabaka - Grabaka Live! 2                              | 27 de octubre de 2012    | 2     | 5:00   | Tokio, Japón                            |       |
| Empate    | 12-24-6 | Hiromitsu Kanehara    | Empate                                         | DEEP - 57th Impact                                     | 18 de febrero de 2012    | 2     | 5:00   | Tokio, Japón                            |       |
| Empate    | 12-24-5 | Hiroki Ozaki          | Empate                                         | DEEP - Tokyo Impact 2                                  | 5 de junio de 2011       | 2     | 5:00   | Tokio, Japón                            |       |
| Victoria  | 12-24-4 | Tomoaki Hata          | Decisión (unánime)                             | DEEP - Cage Impact 2010 in Hamamatsu                   | 19 de septiembre de 2010 | 2     | 5:00   | Hamamatsu, Japón                        |       |
| Derrota   | 11-24-4 | Dool Hee Lee          | Decisión (divida)                              | Gladiator 6                                            | 25 de abril de 2010      | 2     | 5:00   | Kobe, Hyogo, Japón                      |       |
| Victoria  | 11-23-4 | Il Chul Park          | Decisión (dividida)                            | Gladiator - Japan-Korea International Friendship Rally | 3 de noviembre de 2008   | 2     | 5:00   | Okayama, Japón                          |       |
| Derrota   | 10-23-4 | Daniel Madrid         | Sumisión (inverted triangle choke)             | AOW 14                                                 | 26 de septiembre de 2009 | 2     | 4:19   | Macao, China                            |       |
| Derrota   | 10-22-4 | Min Suk Heo           | TKO (puñetazos)                                | Grachan 2                                              | 12 de julio de 2009      | 1     | 3:08   | Tokio, Japón                            |       |
| Derrota   | 10-21-4 | Ichiro Kanai          | Sumisión técnica (arm triangle choke)          | Pancrase - Shining 10                                  | 7 de diciembre de 2008   | 1     | 2:25   | Tokio, Japón                            |       |
| Derrota   | 10-20-4 | Eun Soo Lee           | Decisión (unánime)                             | DEEP - Gladiator                                       | 19 de agosto de 2008     | 3     | 5:00   | Okayama, Japón                          |       |
| Derrota   | 10-19-4 | Yuichi Nakanishi      | Decisió (unánime)                              | DEEP - 35th Impact                                     | 19 de mayo de 2008       | 2     | 5:00   | Tokio, Japón                            |       |
| Victoria  | 10-18-4 | RYO                   | Decisión (dividida)                            | DEEP - 34th Impact                                     | 22 de febrero de 2008    | 3     | 5:00   | Tokio, Japón                            |       |
| Derrota   | 9-18-4  | Carlos Toyota         | TKO (puñetazos)                                | DEEP - clubDEEP Kanazawa                               | 9 de diciembre de 2007   | 2     | 2:22   | Kanazawa, Japón                         |       |
| Derrota   | 9-17-4  | Mark Weir             | Decisión (unánime)                             | Cage Rage 21                                           | 21 de abril de 2007      | 3     | 5:00   | Londres, Reino Unido                    |       |
| Victoria  | 9-16-4  | Tom Watson            | Sumisión (cross armbar)                        | Cage Rage 20                                           | 10 de febrero de 2007    | 1     | 0:59   | Londres, Reino Unido                    |       |
| Derrota   | 8-16-4  | Flavio Luz Moura      | Decisión (unánime)                             | DEEP - 26th Impact                                     | 10 de octubre de 2006    | 3     | 5:00   | Tokio, Japón                            |       |
| Derrota   | 8-15-4  | Yuki Kondo            | Decisión (unánime)                             | Pancrase - Blow 6                                      | 27 de agosto de 2006     | 3     | 5:00   | Yokohama, Kanagawa, Japón               |       |
| Derrota   | 8-13-4  | Pierre Guillet        | TKO (corte)                                    | Cage Rage 17                                           | 1 de julio de 2006       | 2     | 4:08   | Londres, Reino Unido                    |       |
| Victoria  | 8-13-4  | Curtis Stout          | Decisión (mayoría)                             | Cage Rage 15                                           | 4 de febrero de 2006     | 3     | 5:00   | Londres, Reino Unido                    |       |
| Empate    | 7-13-4  | Alex Reid             | Empate                                         | Cage Rage 14                                           | 3 de diciembre de 2005   | 3     | 5:00   | Londres, Reino Unido                    |       |
| Victoria  | 7-13-3  | Daisuke Watanabe      | TKO (parada del médico)                        | Pancrase - 2005 Neo-Blood Tournament Finals            | 27 de agosto de 2005     | 2     | 5:00   | Tokio, Japón                            |       |
| Empate    | 6-13-3  | Elvis Sinosic         | Empate                                         | Pancrase - Spiral 5                                    | 10 de julio de 2005      | 2     | 5:00   | Yokohama, Kanagawa, Japón               |       |
| Derrota   | 6-13-2  | Brian Foster          | KO (rodillazo)                                 | Shootboxing Ground Zero Fukuoka                        | 23 de enero de 2005      | 1     | 2:28   | Fukuoka, Japón                          |       |
| Derrota   | 6-12-2  | Paulo Filho           | Decisión (unánime)                             | Gladiator FC - Day 2                                   | 27 de junio de 2004      | 3     | 5:00   | Seúl, Corea del Sur                     |       |
| Derrota   | 6-11-2  | Ryo Chonan            | Decisión (mayoría)                             | DEEP - 13th Impact                                     | 22 de enero de 2004      | 3     | 5:00   | Tokio, Japón                            |       |
| Victoria  | 6-10-2  | Kazuki Okubo          | Decisión (unánime)                             | PRIDE 24                                               | 23 de diciembre de 2002  | 3     | 5:00   | Fukuoka, Japón                          |       |
| Victoria  | 5-10-2  | Rory Singer           | Decisión (unánime)                             | PRIDE The Best Vol.3                                   | 20 de octubre de 2001    | 2     | 5:00   | Tokio, Japón                            |       |
| Derrota   | 4-10-2  | Jerrel Venetiaan      | Decisión (divida)                              | PRIDE Shockwave                                        | 28 de agosto de 2002     | 3     | 5:00   | Tokio, Japón                            |       |
| Derrota   | 4-9-2   | Rodrigo Gracie        | Sumisión (guillotine choke)                    | PRIDE 19                                               | 24 de febrero de 2002    | 3     | 0:28   | Saitama, Japón                          |       |
| Victoria  | 4-8-2   | Quinton Jackson       | Descalificación (golpe bajo)                   | PRIDE 10                                               | 27 de mayo de 2001       | 1     | 0:14   | Fukuoka, Japón                          |       |
| Derrota   | 3-8-2   | Murilo Rua            | TKO (patadas y pisotones)                      | PRIDE 16                                               | 24 de septiembre de 2001 | 3     | 0:51   | Osaka, Japón                            |       |
| Derrota   | 3-7-2   | Ebenezer Fontes Braga | Decisión (unánime)                             | PRIDE 15                                               | 29 de julio de 2001      | 3     | 5:00   | Saitama, Japón                          |       |
| Victoria  | 3-6-2   | Jose Landi-Jons       | Decisión (unánime)                             | PRIDE 10                                               | 27 de mayo de 2001       | 3     | 5:00   | Yokohama, Kanagawa, Japón               |       |
| Victoria  | 2-6-2   | Rick Kerns            | Decisión (unánime)                             | KOTC 8                                                 | 12 de septiembre de 1999 | 2     | 5:00   | Williams, California                    |       |
| Derrota   | 1-6-2   | Amir Rahnavardi       | Decisión (unánime)                             | KOTC 4 - Gladiators                                    | 16 de septiembre de 2000 | 3     | 5:00   | San Jacinto, California, Estados Unidos |       |
| Derrota   | 1-5-2   | Vitor Belfort         | Decisión (unánime)                             | PRIDE 10                                               | 27 de agosto de 2000     | 2     | 10:00  | Saitama, Japón                          |       |
| Derrota   | 1-4-2   | Todd Medina           | Decisión (unánime)                             | KOTC 4 - Gladiators                                    | 24 de junio de 2000      | 2     | 5:00   | San Jacinto, California, Estados Unidos |       |
| Derrota   | 1-3-2   | Igor Vovchanchyn      | TKO (parada del médico)                        | PRIDE 9                                                | 4 de junio de 2000       | 1     | 5:03   | Nagoya, Aichi, Japón                    |       |
| Derrota   | 1-2-2   | Wanderlei Silva       | Decisión (unánime)                             | PRIDE 8                                                | 21 de noviembre de 1999  | 2     | 10:00  | Tokio, Japón                            |       |
| Victoria  | 1-1-2   | Bob Schrijber         | Descalificación (patada después de la campana) | PRIDE 7                                                | 12 de septiembre de 1999 | 1     | 10:00  | Yokohama, Kanagawa, Japón               |       |
| Derrota   | 0-1-2   | Carlos Newton         | Decisión (unánime)                             | PRIDE 6                                                | 4 de julio de 1996       | 3     | 5:00   | Tokio, Japón                            |       |
| Empate    | 0-0-2   | Sanae Kikuta          | Empate                                         | PRIDE 4                                                | 11 de octubre de 1998    | 3     | 10:00  | Tokio, Japón                            |       |
| Empate    | 0-0-1   | Akira Shoji           | Empate                                         | PRIDE 3                                                | 24 de junio de 1998      | 4     | 10:00  | Tokio, Japón                            |       |